# Manuela Malasaña

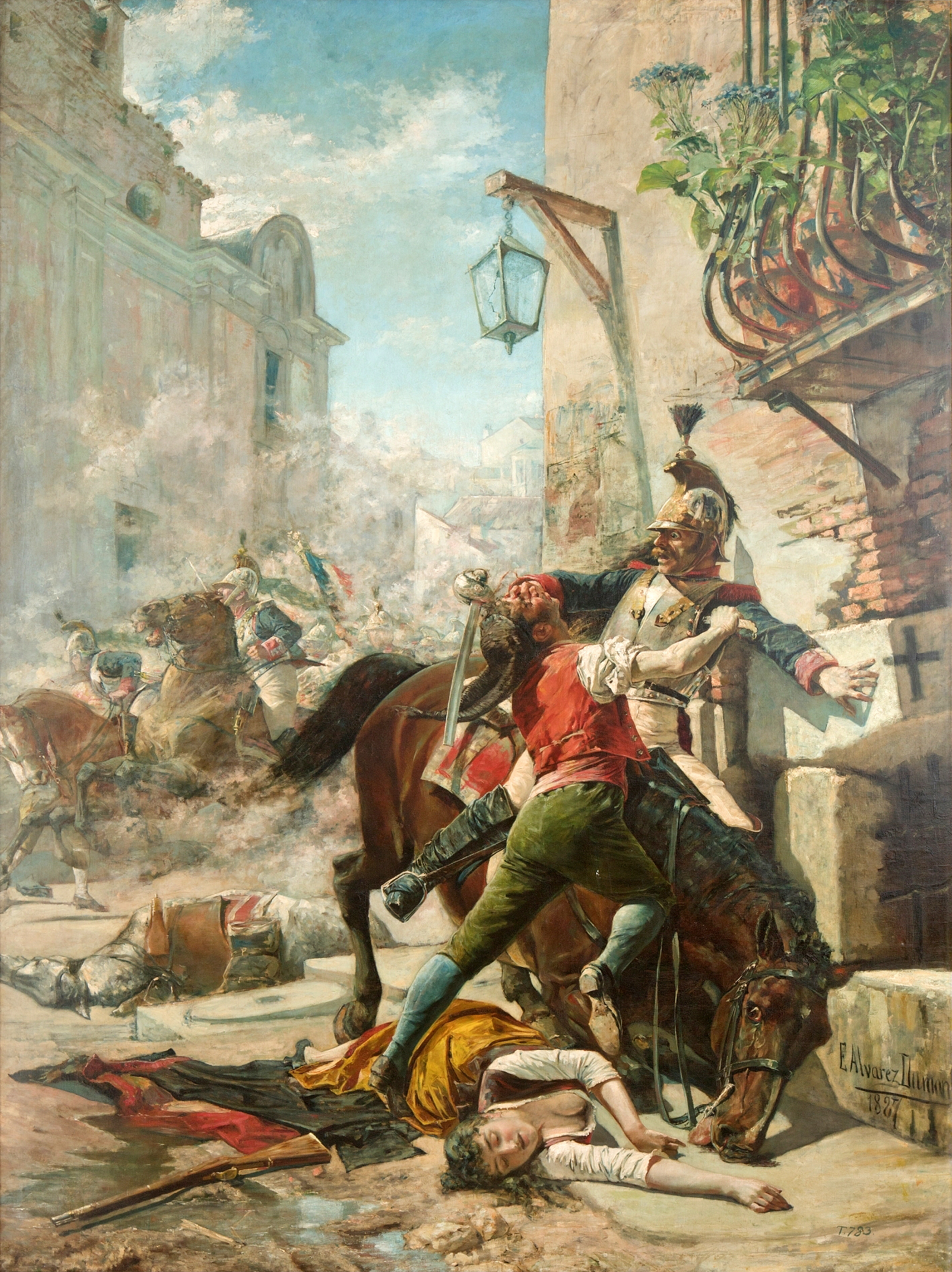
Malasaña y su hija batiéndose contra los franceses, por Eugenio Álvarez Dumont. Museo del Prado.

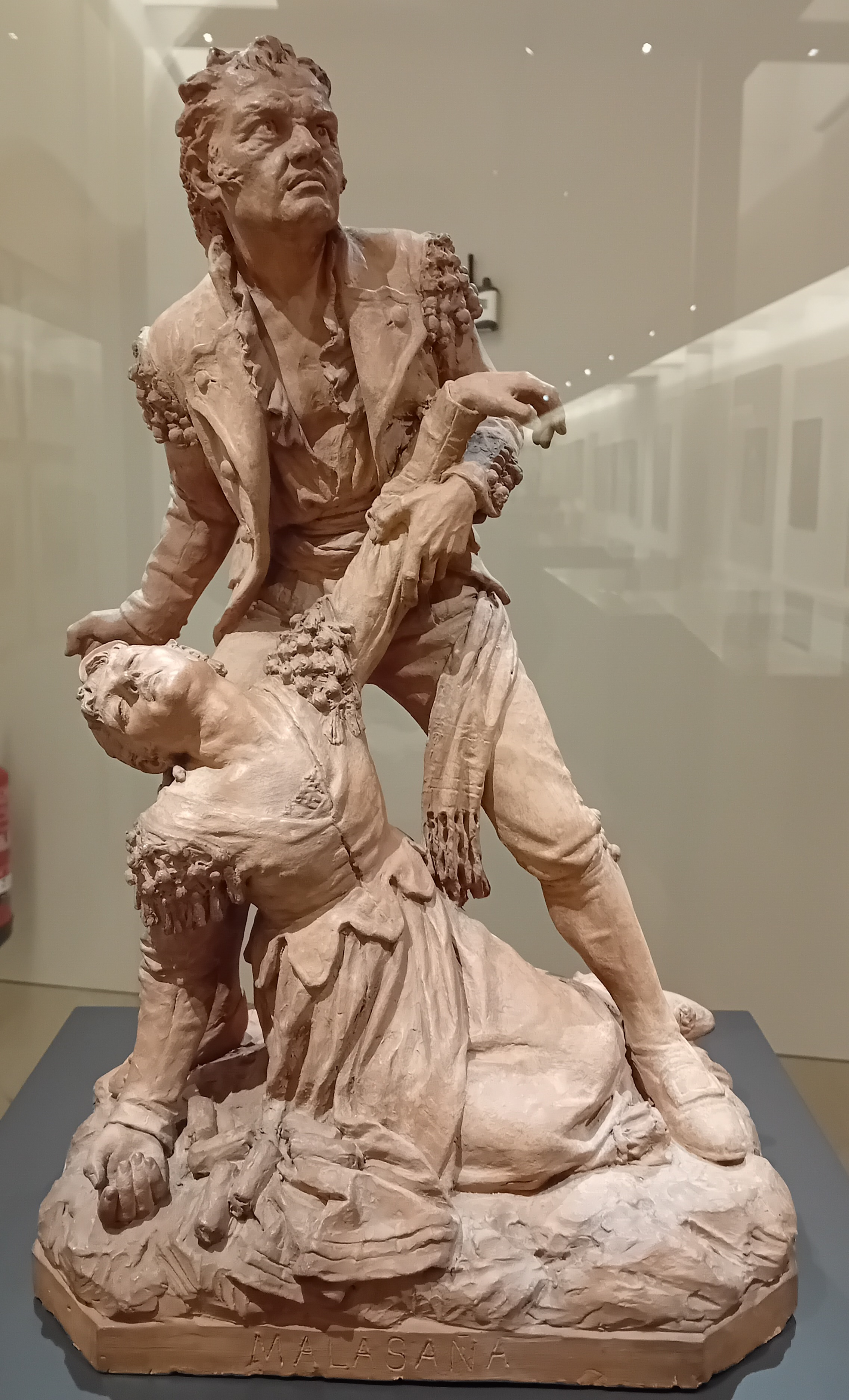
Muerte de Manuela Malasaña, por Antonio Moltó. Museo de Historia de Madrid.

Manuela Malasaña Oñoro (Madrid, 10 de marzo de 1791 – ibidem, 2 de mayo de 1808) fue una de las víctimas del levantamiento del 2 de mayo de 1808 reprimido por las tropas napoleónicas destacadas en la capital española, cuya memoria es honrada como una de las heroínas populares aquella jornada y de la posterior guerra de la Independencia Española.

## Biografía
Era hija del panadero francés Jean Malesange, españolizado «Malasaña», y de su esposa María Oñoro. De profesión bordadora, vivían en la cuarta planta número 18 de la calle de San Andrés, del entonces citado como barrio de Maravillas (hoy comúnmente conocido como barrio de Malasaña).
Las circunstancias de su muerte, con sólo 17 años, son discutidas, siendo dos las versiones más aceptadas. Según una versión de los hechos, sustentada por el escritor Ángel Fernández de los Ríos, Manuela a imagen de otras jóvenes y desde el balcón de su piso, se incorporó a la defensa del Parque de Artillería de Monteleón —situado en la posteriormente bautizada como Plaza del Dos de Mayo— que acaudillaban los oficiales Luis Daoiz y Pedro Velarde. Facilitaba pólvora y municiones a su padre, que disparaba contra las tropas francesas, cuando fue alcanzada por un disparo enemigo. Otra variante de esta versión afirma que habría sido hecha prisionera y ejecutada bajo la acusación de habérsele encontrado un arma en su poder. El erudito Carlos Cambronero pone en duda la primera versión al negar que la joven muriera antes que su padre, fundamentado en el hallazgo de un certificado de defunción del padre que documenta que falleció con anterioridad al levantamiento.
Según la otra versión, Manuela Malasaña habría permanecido al abrigo de la lucha en el taller de bordado donde trabajaba, por orden de la dueña del taller y hasta tanto cesaran los disparos. Pero al regresar a casa y cruzarse con una patrulla de soldados franceses, estos habrían intentado abusar de ella mientras la registraban, y para defenderse habría usado las tijeras propias de su profesión que en ese momento portaba. Otros dicen que simplemente las tijeras fueron descubiertas en el registro, acusada de portar «armas» fue ejecutada inmediatamente. Según esta versión Manuela habría muerto después de las 18 horas en el sitio de la actual Plaza del Dos de Mayo. 
Su cuerpo fue registrado con el n.º 74 en la relación de 409 víctimas de aquella jornada, documentación que se conserva en los Archivos militares y municipales de Madrid, estudiados en 1908.
Fue enterrada en el Hospital de la Buena Dicha, hoy iglesia de la Buena Dicha, en la calle de Silva, que había sido fundado en 1594 y que acogía a gente pobre. En este lugar fueron atendidos muchos de los heridos en aquel 2 de mayo y enterrados muchos de los caídos.
Su idealizado retrato se encuentra en la Sala de Heroínas del Museo del Ejército y es obra del militar José Luis Villar y Rodríguez de Castro.
Manuela debía ser famosa en su barrio por su juventud y simpatía, y el hecho de morir tan joven y entregando su vida a la causa de la libertad hizo que se creara en torno a su memoria una gran leyenda de heroína. Madrid dedicó a su memoria una calle con su nombre en su antiguo barrio de Maravillas, que se cruza con la calle de San Andrés cerca de donde vivía. Por extensión, en la década de 1980, todo el barrio de Maravillas comenzó a ser conocido como barrio de Malasaña. Móstoles también le dedicó tiempo después un instituto de bachillerato —cuyo nombre fue elegido por votación entre los alumnos—, una calle y una estación de metro en la Línea 12 MetroSur.